# یوزف اولکسی
یوزف اولکسی (لهستانی: Józef Oleksy؛ ۲۲ ژوئن ۱۹۴۶ – ۹ ژانویهٔ ۲۰۱۵) یک سیاست‌مدار اهل لهستان و از مارس ۱۹۹۵ تا فوریه ۱۹۹۶ نخست‌وزیر این کشور بود.
وی در ۹ ژانویه ۲۰۱۵ در ورشو بر اثر سرطان درگذشت.